# Sivry-la-Perche
Sivry-la-Perche és un municipi francès situat al departament del Mosa i a la regió del Gran Est. L'any 2007 tenia 257 habitants.

## Demografia

### Població
El 2007 la població de fet de Sivry-la-Perche era de 257 persones. Hi havia 104 famílies, de les quals 20 eren unipersonals (4 homes vivint sols i 16 dones vivint soles), 40 parelles sense fills, 40 parelles amb fills i 4 famílies monoparentals amb fills.
La població ha evolucionat segons el següent gràfic:
Habitants censats

### Habitatges
El 2007 hi havia 122 habitatges, 102 eren l'habitatge principal de la família, 10 eren segones residències i 10 estaven desocupats. 120 eren cases i 2 eren apartaments. Dels 102 habitatges principals, 90 estaven ocupats pels seus propietaris, 9 estaven llogats i ocupats pels llogaters i 3 estaven cedits a títol gratuït; 6 tenien dues cambres, 12 en tenien tres, 29 en tenien quatre i 56 en tenien cinc o més. 94 habitatges disposaven pel capbaix d'una plaça de pàrquing. A 43 habitatges hi havia un automòbil i a 50 n'hi havia dos o més.

### Piràmide de població
La piràmide de població per edats i sexe el 2009 era:
| Homes | Edats   | Dones |
| ----- | ------- | ----- |
| 0     | 95 o +  | 0     |
| 0     | 90 a 94 | 0     |
| 8     | 85 a 89 | 4     |
| 0     | 80 a 84 | 0     |
| 4     | 75 a 79 | 4     |
| 4     | 70 a 74 | 4     |
| 0     | 65 a 69 | 0     |
| 8     | 60 a 64 | 12    |
| 8     | 55 a 59 | 4     |
| 16    | 50 a 54 | 12    |
| 16    | 45 a 49 | 20    |
| 12    | 40 a 44 | 12    |
| 4     | 35 a 39 | 12    |
| 8     | 30 a 34 | 16    |
| 4     | 25 a 29 | 12    |
| 8     | 20 a 24 | 4     |
| 16    | 15 a 19 | 12    |
| 12    | 10 a 14 | 4     |
| 4     | 5 a 9   | 12    |
| 4     | 0 a 4   | 0     |

## Economia
El 2007 la població en edat de treballar era de 174 persones, 129 eren actives i 45 eren inactives. De les 129 persones actives 120 estaven ocupades (67 homes i 53 dones) i 9 estaven aturades (5 homes i 4 dones). De les 45 persones inactives 16 estaven jubilades, 13 estaven estudiant i 16 estaven classificades com a «altres inactius».

### Ingressos
El 2009 a Sivry-la-Perche hi havia 105 unitats fiscals que integraven 276 persones, la mediana anual d'ingressos fiscals per persona era de 17.542 €.

### Activitats econòmiques
Dels 4 establiments que hi havia el 2007, 1 era d'una empresa extractiva, 2 d'empreses de construcció i 1 d'una empresa de comerç i reparació d'automòbils.
Els 2 serveis als particulars que hi havia el 2009 eren electricistes.
L'any 2000 a Sivry-la-Perche hi havia 11 explotacions agrícoles que ocupaven un total de 1.456 hectàrees.

## Equipaments sanitaris i escolars
El 2009 hi havia una escola elemental integrada dins d'un grup escolar amb les comunes properes formant una escola dispersa.

## Poblacions més properes
El següent diagrama mostra les poblacions més properes.